# Готвалд II фон Грабфелд
Готвалд II фон Грабфелд (на немски: Gottwald II von Grabfeld; † 922) е граф на Грабфелд от рода на Попоните (франкските Бабенберги) и Хенебергите.

## Произход
Син е на граф Хайнрих († 935) или на граф Попо III фон Грабфел-Тулифелд († 945), прародител на Хенебергите. Внук е на маркграф Попо Тюрингски († сл. 906). Брат е на Ото I фон Грабфелд († 951), Попо I, епископ на Вюрцбург, херцог на Източна Франкония († 961), и на Хайнрих I, архиепископ на Трир († 964).

## Фамилия
Готвалд II фон Грабфелд се жени за дъщеря на император Хайнрих I Птицелов († 936) и Матилда фон Рингелхайм († 968). Те имат децата:
- Гебхард III († 1000), маршал на Източна Франкония
- Херман фон Грабфелд
- Попо II/V († 983/984), епископ на Вюрцбург (961 – 983), херцог на Източна Франкония
- Бертхолд I († 999), маркграф на Източна Франкония